# Séisme de 1998 en Papouasie-Nouvelle-Guinée
Le séisme de 1998 en Papouasie-Nouvelle-Guinée est un séisme qui s'est produit en Papouasie-Nouvelle-Guinée le 17 juillet 1998. La secousse principale d'une magnitude de 7 a engendré un tsunami d'une hauteur maximale d'environ quinze mètres qui s'est abattu sur la côte septentrionale de l'île de Nouvelle-Guinée. De nombreux villages ont été détruits, faisant 2 183 morts et environ 500 disparus.

## Contexte
Dans cette région de la Nouvelle-Guinée, la plaque de Bismarck Nord appartenant à la plaque pacifique et composée de lithosphère océanique formant le fond océanique de la mer de Bismarck plonge sous la plaque Woodlark appartenant à la plaque australienne et composée de lithosphère continentale, notamment l'île de Nouvelle-Guinée. De plus, un peu plus à l'ouest de l'épicentre du séisme se trouve un tripoint, lieu de contact entre les plaques Bismarck Nord et des Carolines qui plongent sous la plaque Woodlark.
Cette configuration géologique est propice à la formation de séismes à l'hypocentre relativement peu profond, donc potentiellement destructeurs. De plus, l'absence de plateau continental et la présence d'une plaine littorale exposent particulièrement les populations au risque de tsunami.

## Caractéristiques

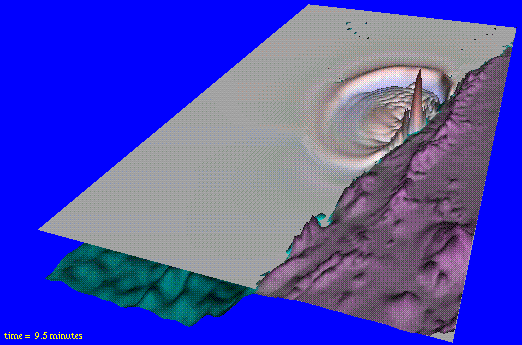
Modélisation du tsunami peu de temps après le séisme.

Le 17 juillet 1998 à 18 h 49 min 13 s (8 h 49 min 13 s UTC), une secousse de magnitude 7 se produit,. Avec une profondeur de dix kilomètres, l'hypocentre est relativement proche de la surface. L'épicentre se trouve à quelques centaines de mètres de la côte septentrionale de l'île de Nouvelle-Guinée, au large des villages de Serai et Onei, en Papouasie-Nouvelle-Guinée. La secousse provoque l'abaissement d'une amplitude verticale de deux mètres de la plaque de Bismarck Nord et ce sur une longueur de quarante kilomètres.
Les constructions locales étant majoritairement traditionnelles et utilisant rarement le béton, les effondrements de bâtiments sont une éventualité faiblement envisagée. L'étendue de ce type de destruction est toutefois inconnue puisque dans les minutes qui suivent la secousse, un tsunami se forme. D'une hauteur maximale estimée à une quinzaine de mètres et d'une hauteur moyenne de 10,5 mètres, il s'abat sur les côtes toutes proches. Les habitants des villages côtiers ne disposent pas du temps nécessaire pour fuir et les protections anti-tsunami (digues, etc) et les hauteurs naturelles susceptibles de constituer des refuges sont totalement absentes.
L'origine du tsunami est d'abord attribuée à l'affaissement du fond océanique le long de la faille avant qu'il ne soit prouvé qu'il ait été provoqué par un glissement de terrain sous-marin.

## Conséquences
La zone la plus touchée par le tsunami est le littoral de la province de Sandaun situé entre la ville d'Aitape à l'est et le lieu proche de l'épicentre à l'ouest, soit environ trente kilomètres. Au cœur de cette zone, les villages construits entre l'océan Pacifique et la lagune de Sissano sur l'étroit cordon littoral sont particulièrement affectés. Aucune construction ne résiste aux vagues qui emportent les victimes jusque dans la lagune où elles se noient quand elles ne sont pas enfouies dans le sable en raison de la forte érosion de la côte,.
2 183 morts, environ 500 disparus et 9 500 sans-abris sont décomptés. L'aide humanitaire est notamment assurée par l'envoi immédiat par la Force aérienne royale australienne de trois Lockheed C-130 Hercules chargés de matériel de premiers secours. D'autres vols transportant de l'aide australienne, française, japonaise, néo-zélandaise et sud-coréenne sont organisés dans les jours suivants et un hôpital temporaire est installé non loin de Vanimo, à l'ouest des régions affectées.